# Barnes Review
Barnes Review es una revista bimensual fundada en 1994 por el Liberty Lobby de Willis Carto y con sede en Washington D.C. El Southern Poverty Law Center describe al Barnes Review como "una de las organizaciones antisemitas más virulentas que existen"; también sostienen que la revista y el sitio web están "dedicados al revisionismo histórico y a la negación del Holocausto".
La revista lleva el nombre del negacionista del Holocausto Harry Elmer Barnes. Vinculada a ella está el TBR Bookclub, que promueve lo que el SPLC describe como "una amplia gama de libros y publicaciones extremistas". La organización también celebra conferencias con ponentes como Ted Gunderson.

Afirmando que su misión es "contar toda la verdad sobre la historia", TBR realmente practica una forma extremista de historia revisionista que incluye la defensa del régimen nazi, la negación del Holocausto, el descarte de los males de la esclavitud y la promoción del nacionalismo blanco.

Willis Carto, que fundó el Institute for Historical Review en 1979, solía estar asociado a la organización, pero perdió el control en una toma de posesión interna por parte de antiguos asociados. Eustace Mullins fue editor de The Barnes Review.